# Oberhofer
Oberhofer é uma banda indie formada em 2008 na cidade de Brooklyn, Nova Iorque. Tendo como fundador e atual vocalista Brad Oberhofer. Os membros atuais são Brad Oberhofer nos sintetizadores, guitarra e vocais, Zoe Brecher na bateria, Dylan Treleven no baixo, e Ben Roth na guitarra.
Em julho de 2011, o Brad Oberhofer assinado com a Glassnote Records, que lançou Oberhofer o álbum de estreia Time Capsules II, em 27 de março de 2012, um EP intitulado "Nostalgia" (2013), e seu segundo álbum, "Chronovision" (2016) nos Estados Unidos e em todo o mundo.
O gênero da banda é amplamente descrito como indie rock, post-punk, surf pop revival, juntando-se às fileiras de bandas como Best Coast, Howler, Catfish and The Bottlemen e Dum Dum Girls, mas também é conhecida por sua cinemática de orquestra e qualidades.

## História
Oberhofer iniciou em 2008, como o projeto de gravação de Brad Oberhofer. Depois de mover-se de sua terra natal, Tacoma, Washington, para a Cidade de Nova York onde frequentou a Universidade de Nova York, para estudar composição musical. Depois de usar vários nomes diferentes, o jovem cantor adotou seu próprio nome como o título do projeto. Embora a banda desde então tem passado por várias programação formações, o nome permaneceu o mesmo, porque Brad Oberhofer escreve toda a música em si.
Em 2010, Oberhofer auto-lançou seu primeiro single o0Oo0O0o e logo foi convidado para ir em turnê com bandas como Sleigh Bells, Neon Indian, e Matt and Kim. Depois de cantar na estrada por um ano, Oberhofer lançou Away Frm U e I Cold Go em 2011. Os dois singles chamaram a atenção da gravadora independente Withe Iris Records, que lançou o próximo single da banda GottaGo/Mahwun no verão de 2011. Logo depois, Oberhofer assinou com a Glassnote Records para o lançamento de seu álbum de estréia. O Stereogum que classificou a banda como o 39 álbum mais esperado de 2012.
Brad começou a trabalhar em Time Capsules II no estúdio com o Prêmio Grammy de vitória produtor Steve Lillywhite , em novembro de 2011, a gravação dos vocais, e a maioria das faixas instrumentais dele mesmo, e puxando companheiros de banda e com outros músicos para completar determinadas faixas. A Glassnote lançou Time Capsules II nos Estados Unidos em 27 de Março de 2012. Na expectativa para o lançamento, a banda executou "Away Frm U" no Late Show com David Letterman.
Oberhofer cantou por muito tempo em clubes e no circuito de festivais em divulgação de Time Capsules II. Os recentes desempenhos notáveis incluem na Mojave Tent a edição de 2012 do Coachella Valley Music and Arts Festival. e no Lollapalooza, em Chicago, em agosto 5, 2012,. Eles tocaram no Austin City Limits Music Festival , em 13 de outubro de 2013.
Sua Canção "I Could Go" foi incluída no filme  "Where The Trail Ends", patrocinado por marcas como a Specialized Bicycle Components, Red Bull e outros.
Muitas de suas outras canções foram licenciados para programas de televisão, anúncios e séries on-line.
Sua Canção "Gold" foi incluída como uma trilha sonora de futebol jogo de simulação de futebol "Pro Evolution Soccer 2013".

Em 2016, a música "Sea Of Dreams" de "Chronovison" foi destaque como os créditos finais música para o quarto episódio da série da  Netflix  BoJack Horseman da terceira temporada, "Peixe Fora de Água".

## Discografia

### Álbuns
- Time Capsules II (Glassnote Records, 2012)
- Chronovision (Glassnote Records, 2015)

### EPs
- Notalgia EP (Glassnote Records, de 2013)
- o000o000o EP (Glassnote Records, 2009)

### Músicas
| Único                                 | Vídeo  | Label/ano                        |
| ------------------------------------- | ------ | -------------------------------- |
| o0Oo0Oo0                              | Nenhum | Auto-lançado, 2010               |
| Away Frm US                           | Sim    | (Inflado Registros, De 2011)     |
| I Cold Go                             | Nenhum | (Auto-lançado, de 2011)          |
| Gotta Go/Mahwun                       | Nenhum | (Branco Íris Registros, De 2011) |
| Dead Girls Dance                      | Nenhum | Auto-lançado, 2009               |
| Haus                                  | Nenhum | Auto-lançado, 2012               |
| Cruisin' FDR                          | Sim    | 2012                             |
| Earplugs                              | Nenhum | Glassnote Records, 2013          |
| You+Me (Still Together In The Future) | Nenhum | Glassnote Records, 2013          |
| Together/Never                        | Sim    | Glassnote Records 2013           |
| Memory Remains                        | Sim    | Glassnote Records 2015           |
| White Horse, Black River              | Nenhum | Glassnote Records 2015           |
| Sun Halo                              | Nenhum | Glassnote Records 2015           |